# Mäebe
Mäebe (Duits: Mäpel) is een plaats in de Estlandse gemeente Saaremaa, provincie Saaremaa. De plaats heeft de status van dorp (Estisch: küla) en telt 34 inwoners (2021).
Tot in oktober 2017 lag Mäebe in de gemeente Torgu. In die maand ging Torgu op in de fusiegemeente Saaremaa. In de fusiegemeente lag nog een plaats met de naam Mäebe. Die werd toen herdoopt in Viidu-Mäebe.
Mäebe ligt aan de oostkust van het schiereiland Sõrve, onderdeel van het eiland Saaremaa.

## Geschiedenis
De plaats werd in 1520 voor het eerst genoemd. Ze werd later opgedeeld tussen de landgoederen van Sääre en Torgu.
De buurdorpen Mõntu en Soodevahe maakten tussen 1977 en 1997 deel uit van Mäebe.